# Campionato italiano di beach soccer
Il campionato italiano di beach soccer è una competizione sportiva italiana riservata alle squadre di calcio da spiaggia e gestita dalla LND - Dipartimento Beach Soccer.
La Serie A, nota anche come Serie A Puntocuore per ragioni di sponsorizzazione, è composta da venti squadre. Il torneo è formato da 2 gironi — Poule Scudetto e Poule Promozione — che prevede la classica forma del girone all'italiana (nel beach soccer solo incontri di andata). Alla final eight per contendersi il titolo di Campione d'Italia, si qualificano 8 squadre; le prime 7 della Poule scudetto e la prima della Poule Promozione. Gli incontri nella fase finale si disputano con la formula dei play-off.
La squadra più titolata d'Italia è il Milano, vincitore di 4 campionati.

## Albo d'oro

### Edizioni non ufficiali
1999 – Cavalieri del Mare Forte dei Marmi

2000 – Catanzaro

2001 – Vastese

2002 – Catanzaro

2003 – Catanzaro

### Edizioni ufficiali organizzate dalla FIGC-Lega Nazionale Dilettanti
| Edizione | Vincitore (volta)                      | Risultato           | Finalista                  | Data             | Sede                     | Note   |
| -------- | -------------------------------------- | ------------------- | -------------------------- | ---------------- | ------------------------ | ------ |
| 2004     | Cavalieri del Mare Forte dei Marmi (1) | 1-0 (dts)           | Friulpesca Marano Lagunare | 29 agosto 2004   | Salerno                  | [ 3 ]  |
| 2005     | Cavalieri del Mare Forte dei Marmi (2) | 10-4                | Coil Lignano Sabbiadoro    | 4 settembre 2005 | Lignano Sabbiadoro       | [ 4 ]  |
| 2006     | Milano (1)                             | 7-2                 | Friulpesca Udine           | 13 agosto 2006   | Catanzaro                | [ 5 ]  |
| 2007     | Milano (2)                             | 3-3 (dts) (3-2 dtr) | Coil Lignano Sabbiadoro    | 12 agosto 2007   | Terracina                | [ 6 ]  |
| 2008     | Catania (1)                            | 4-4 (dts) (3-2 dtr) | Terracina                  | 30 agosto 2008   | San Benedetto del Tronto | [ 7 ]  |
| 2009     | Napoli (1)                             | 6-5                 | Milano                     | 16 agosto 2009   | Ostia                    | [ 8 ]  |
| 2010     | Milano (3)                             | 6-5 (dts)           | Catanzaro                  | 15 agosto 2010   | Ostia                    | [ 9 ]  |
| 2011     | Terracina (1)                          | 6-4                 | Colosseum                  | 28 luglio 2011   | Ostia                    | [ 10 ] |
| 2012     | Terracina (2)                          | 7-4                 | Viareggio                  | 19 agosto 2012   | Terracina                | [ 11 ] |
| 2013     | Milano (4)                             | 4-3                 | Terracina                  | 4 agosto 2013    | San Benedetto del Tronto | [ 12 ] |
| 2014     | Sambenedettese (1)                     | 4-3                 | Milano                     | 3 agosto 2014    | Catania                  | [ 13 ] |
| 2015     | Terracina (3)                          | 7-4                 | Viareggio                  | 9 agosto 2015    | Lignano Sabbiadoro       | [ 14 ] |
| 2016     | Viareggio (1)                          | 7-6                 | Lazio                      | 7 agosto 2016    | Riccione                 | [ 15 ] |
| 2017     | Sambenedettese (2)                     | 8-7 (dts)           | Catania                    | 6 agosto 2017    | San Benedetto del Tronto | [ 16 ] |
| 2018     | Catania (2)                            | 7-4                 | Sambenedettese             | 17 agosto 2018   | Catania                  | [ 17 ] |
| 2019     | Sambenedettese (3)                     | 6-5                 | Viareggio                  | 11 agosto 2019   | Catania                  | [ 18 ] |
| 2020     | Evento Annullato                       | Evento Annullato    | Evento Annullato           | Evento Annullato | Evento Annullato         | [ 19 ] |
| 2021     | Pisa (1)                               | 5-3                 | Terracina                  | 8 agosto 2021    | Lignano Sabbiadoro       | [ 20 ] |
| 2022     | Pisa (2)                               | 3-2                 | Viareggio                  | 7 agosto 2022    | Cagliari                 | [ 21 ] |
| 2023     | Viareggio (2)                          | 9-2                 | Catania                    | 30 luglio 2023   | Viareggio                | [ 22 ] |
| 2024     | Catania (3)                            | 4-3                 | Pisa                       | 4 agosto 2024    | San Benedetto del Tronto | [ 23 ] |
| 2025     | Pisa (3)                               | 2-1                 | Catania                    | 9 Agosto 2025    | Cirò Marina              | [ 24 ] |

### Titoli per squadra
| Squadra                            | Vittorie | Anni vittorie          | Secondi posti | Anni secondi posti     |
| ---------------------------------- | -------- | ---------------------- | ------------- | ---------------------- |
| Milano                             | 4        | 2006, 2007, 2010, 2013 | 2             | 2009, 2014             |
| Catania                            | 3        | 2008, 2018, 2024       | 3             | 2017, 2023, 2025       |
| Terracina                          | 3        | 2011, 2012, 2015       | 3             | 2008, 2013, 2021       |
| Sambenedettese                     | 3        | 2014, 2017, 2019       | 1             | 2018                   |
| Pisa                               | 3        | 2021, 2022, 2025       | 1             | 2024                   |
| Cavalieri del Mare Forte dei Marmi | 2        | 2004, 2005             | -             | -                      |
| Viareggio                          | 2        | 2016, 2023             | 4             | 2012, 2015, 2019, 2022 |
| Napoli                             | 1        | 2009                   | -             | -                      |
| Lignano Sabbiadoro                 | -        | -                      | 2             | 2005, 2007             |
| Lazio                              | -        | -                      | 1             | 2016                   |
| Colosseum                          | -        | -                      | 1             | 2011                   |
| Ecosistem Catanzaro                | -        | -                      | 1             | 2010                   |
| Friulpesca Udine                   | -        | -                      | 1             | 2006                   |